# Atkinsia cubensis
Espèce
Synonymes
- Atkinsia cubensis (Britton & P. Wilson) R. A. Howard[2]
- Maga cubensis Britton & P. Wilson[3] [2]
- Montezuma cubensis (Britton & P. Wilson) Urb.[2]
- Thespesia cubensis (Britton & P. Wilson) J. B. Hutch. (préféré par GRIN)[2]
- Thespesia cubensis (Britton & P. Wilson) J.B. Hutch.[3]

Statut de conservation UICN

 EN A1c : En danger
Atkinsia cubensis est une espèce de plantes de la famille des Malvaceae.

## Publication originale
- Bulletin of the Torrey Botanical Club 76(2): 97. 1949.